# John Rhys-Davies
Pour les articles homonymes, voir Rhys, Davies et John Davies.
John Rhys-Davies est un acteur britannique, né le 5 mai 1944 à Salisbury, en Angleterre.
Il se fait remarquer grâce à ses rôles dans des miniséries, interprétant Macro dans Moi Claude empereur (1976) et Vasco Rodrigues dans Shogun (1980). Il connait une reconnaissance mondiale grâce au rôle de Sallah dans la franchise Indiana Jones, rôle qu'il tient en 1981 dans Les Aventuriers de l'arche perdue, en 1989 dans La Dernière Croisade et en 2023 dans Le Cadran de la destinée.
En 1987, il tient le rôle du général Leonid Pouchkine dans le film James Bond Tuer n'est pas jouer. Dans les années 1990, il est notamment l'interprète de l'agent Michael Malone dans Le Retour des Incorruptibles (1993-1994) et du professeur Maximilien Arturo  dans Sliders (1995-1997).
De 2001 à 2003, il tient le double rôle du Nain Gimli et de l'Ent Sylvebarbe dans la trilogie Le Seigneur des anneaux de Peter Jackson, qui connait un immense succès.

## Biographie

### Jeunesse
John Rhys-Davies est né à Salisbury, en Angleterre. Sa mère, Mary Margaretta Phyllis Jones, est infirmière, tandis que son père, Rhys Davies, est ingénieur en mécanique et officier colonial.
Dès sa jeunesse, John Rhys-Davies revendique ses origines galloises, comme il l'explique en 2013 de manière amusante : « Quand j'étais dans mon petit pensionnat dans les Cornouailles, nous avions l'habitude d'avoir des élections fictives et je me présentais en tant que nationaliste gallois ».

### Carrière

#### Années 1950-1970
John Rhys-Davies fait ses premiers pas sur les planches à l'âge de treize ans, alors qu'il incarne les personnages de Shakespeare pour les spectacles de son école, la Truro School de Cornouailles. Il suit ensuite des cours à l'Université d'East Anglia, où il fonde la Dramatic Society of UEA Norwich. Il choisit le célèbre Maddermarket Theatre (de Norwich) pour entamer sa carrière, où il enseigne pendant un an avant de préparer son diplôme de la Royal Academy of Dramatic Art (RADA), qu’il obtient en 1969. Il joue ensuite au théâtre dans plus d’une centaine de pièces du répertoire britannique, dont 26 de Shakespeare où il incarnera tous les personnages, d’Othello à Macbeth en passant par Claudius ou Falstaff. Il joue aussi plusieurs saisons à la Royal Shakespeare Company,.
John Rhys-Davies débute au cinéma avec Contre une poignée de diamants (1974) de Don Siegel aux côtés de Michael Caine. C'est un rôle bref puisque son personnage meurt avant le générique de début, mais ce premier film est le début d'une longue série de petits personnages qui lui permettent de s'illustrer dans plus d'une centaine de films.
En 1976, il tient le rôle de Macron dans la mini-série Moi Claude empereur.

#### Années 1980
En 1980, il incarne Rodrigues dans la mini-série Shogun, qui rencontre un grand succès en plus de lui offrir une citation aux Emmy Awards[réf. nécessaire].
Grâce au succès de la mini-série Shogun, le réalisateur Steven Spielberg lui propose le rôle secondaire de Sallah, l'excavateur et ami du protagoniste Indiana Jones, dans le film d'aventure Les Aventuriers de l'arche perdue sorti en 1981. Le réalisateur lui explique qu'il souhaite que le personnage — qui est Êgyptien — soit un croisement entre celui qu'il a incarné dans Shogun et celui de Falstaff,.
En 1982, il apparait dans Victor Victoria (1982) de Blake Edwards.
En 1985, il apparait dans le film d'aventure Les Mines du roi Salomon de J. Lee Thompson, dans lequel il retrouve Richard Chamberlain qui tient le rôle de l'aventurier Allan Quatermain. Comme l'explique le magazine Variety, le film se veut plus être une parodie de la franchise Indiana Jones, qu'une adaptation du roman de Henry Rider Haggard, paru exactement 100 ans auparavant.
Il retrouve Lee Thompson l'année suivante dans le film d'action-aventure Le Temple d'or.
En 1987, il incarne le directeur du KGB Leonid pouchkine dans le film d'espionnage Tuer n'est pas jouer, qui marque les débuts de Timothy Dalton dans le rôle de James Bond.
Il reprend une première fois son rôle de Sallah en 1989 dans le troisième volet de la franchise Indiana Jones, à savoir La Dernière Croisade. La même année, il est le personnage de Marvel Comics Wilson Fisk / Le Caïd dans le téléfilm Le Procès de l'incroyable Hulk de Bill Bixby.

#### Années 1990
À la télévision, il apparait par la suite dans Les Contes de la crypte en 1991.

De 1995 à 1997, il tient le rôle du Professeur Maximilien Arturo dans la série de science-fiction Sliders. Il décide de quitter la série au cours de sa troisième saison à cause de la faiblesse des scénarios, pointant notamment du doigt le non-respect envers la science : 

« J'aimais beaucoup Sliders. Ça aurait pu devenir une super série. Ça aurait pu durer beaucoup plus longtemps. On pouvait aller où l'on voulait, quand l'on voulait, toutes les possibilités s'offraient à nous, mais nous n'avions pas de bons scénaristes. Ou, plutôt, nous avions des scénaristes qui n'y connaissaient rien à la science-fiction. Et qui n'avaient aucunes connaissances scientifiques. Je lis chaque semaine le New Scientist, et chaque semaine j'y vois une idée pour un épisode de Sliders[...]Quand les scénaristes ont mis de la magie dans Sliders[...]je me suis dit qu'ils tuaient la série. On ne peut vraiment accrocher que si on croit que les personnages sont mortels ! Non seulement ils n'y connaissaient rien à la science-fiction, mais ils piquaient les idées d'autres œuvres ! On a fait un épisode comme Tremors, un comme Twister, un comme La Nuit des morts-vivants et même un comme L'Île du docteur Moreau, en utilisant les masques d'origine du film ![...]nous avons une responsabilité envers nos enfants ! L'enfant américain moyen passe près de 15h par semaine devant sa télé. C'est une ouverture formidable pour leur apprendre quelque chose. La télévision doit, chaque fois que cela est possible, éduquer, former, développer l'intellect des jeunes. Une série comme Sliders aurait pu provoquer des vocations, si elle avait pris la science au sérieux. Il n'y a pas assez de mathématiciens, de physiciens, de gens capables de comprendre ce que nous autres ne comprenons pas dans l'univers… »

En 1996, il prête sa voix à Cassim, le père du protagoniste du film d'animation Aladdin et le Roi des voleurs des studios Disney.
En 1997, il incarne Léonard de Vinci dans Star Trek: Voyager.
John Rhys-Davies fait plusieurs apparitions dans des jeux vidéo. Avec d'autres acteurs de renoms comme Malcolm McDowell ou Mark Hamill, il apparait dans des séquences Full motion video dans la franchise de simulateur de combat spatial Wing Commander, tenant le rôle de James « Paladin » Taggart dans Wing Commander III : Cœur de tigre en 1994 puis en 1996 dans Wing Commander IV : Le Prix de la liberté,. Il apparait également en 1998 dans le jeu de stratégie en temps réel Dune 2000, dans lequel il joue Noree Moneo, le Mentat d'Atreides.

#### Années 2000
En 2000, il joue dans le téléfilm Britannic.
Malgré ses nombreux films et sa collaboration à plusieurs reprises avec Steven Spielberg, le véritable succès de John Rhys-Davies reste l'adaptation cinématographique de Le Seigneur des anneaux dans lequel il joue le rôle du Nain Gimli, ainsi que celui de l'Ent Treebeard,,. John Rhys-Davies a la dernière phalange du majeur droit sectionnée à la suite d'un accident, bien avant le tournage. Par conséquent, quand il est arrivé sur le plateau de Le Seigneur des anneaux, il demande aux maquilleurs de lui confectionner une prothèse en latex pour remplacer la phalange manquante. En 2016, l'acteur décrit son expérience comme étant « le travail le plus solitaire que j'aie jamais fait. ». En effet, les nombreuses prothèses qu'il a dû porter lui ont rongé la peau, comme il l'explique durant le commentaire audio de La Communauté de l'anneau : « Ça me défigurait tellement que je me suis isolé et je suis devenu paranoïaque, très solitaire[...]Je ne voulais pas sortir ou dîner avec d'autres gens. Je voulais rester seul, j'avais honte de mon visage. Et pour moi, le plus marrant dans le métier d'acteur, c'est d'être avec les autres[...]je ne me suis jamais senti aussi embarrassé qu'au cours de cette production. ». Par ailleurs, sa doublure Brett Beattie a assuré un très grand nombre de ses scènes, ce qu'assume l'acteur à plusieurs reprises,,. Bien que jouant un Nain, John Rhys-Davies est en effet le plus grand acteur formant le groupe de la Communauté de l'Anneau.

En 2002, l'acteur explique comment son arrivée sur les lieux du tournage ainsi que sa rencontre avec les diverses équipes lui a permis d'avoir confiance dans le projet : 

« J'avais vu le travail de Peter Jackson, et il n'y a aucun doute là-dessus, c'est un bon réalisateur. Mais bon, il y a beaucoup de bons réalisateurs. Et n'importe qui peut réaliser un tournage en trois ou quatre parties[...]Mais faire quelque chose comme ça...Moi, vous savez, j'avais tourné dans des grands films. Et, pour les faire, vous avez besoin de ressources et vous avez besoin d'une énorme richesse d'énergie imaginative, particulièrement pour quelque chose comme ça. Ainsi qu'une énorme responsabilité envers les fans. Il y a des choses pour lesquelles vous dites : « Eh bien, oui, bien sûr, la technologie va aider. » Mais combien de choses avons-nous vues dans lesquelles la technologie se substituait à l'histoire ? Mais, j'y suis allé [en Nouvelle-Zélande] avec de la duplicité dans mon cœur. Je cherchais une excuse pour dire : « Je suis désolé Peter, je ne peux pas faire ça. » Alors, j'ai tout vérifié. J'ai passé deux semaines à tout vérifier. J'ai passé une matinée entière dans un département, puis une autre matinée dans le suivant[...]. Ce que j'ai réalisé, c'est que cet homme avait en fait construit une industrie cinématographique pour ce film. L'excellence dans tous les départements était aussi bonne que tout ce que vous trouveriez à Rome, à Paris, à Los Angeles., à Londres, à New York dans n'importe lequel des grands lieux de tournage du monde. Et ça m'a choqué. Cela m'a vraiment choqué parce que j'ai vérifié chaque foutu département ! Même après ça j'étais : « Eh bien, OK, il a fait ses devoirs et autres, mais cela ne signifie pas nécessairement que nous sommes à la maison et au sec. » Alors, je suis allé le voir diriger d'autres personnes. Il pouvait diriger, il pouvait gérer son équipe, il n'était pas énervé, il savait ce qu'il faisait, il était au top. Plus j'en apprenais sur lui, plus je réalisais à quel point c'était une vision extraordinaire. Je suis fier de dire que dans les deux semaines suivant mon arrivée, j'ai été la toute première personne à me lever et à dire : « Les gars, ne vous méprenez pas sur ce que nous faisons ici. Nous réalisons un chef-d'œuvre. Nous réalisons l'un de ces grands morceaux de films qui seront sur la liste des grands films de tous les temps de tout le monde d'ici 20 ans,. »

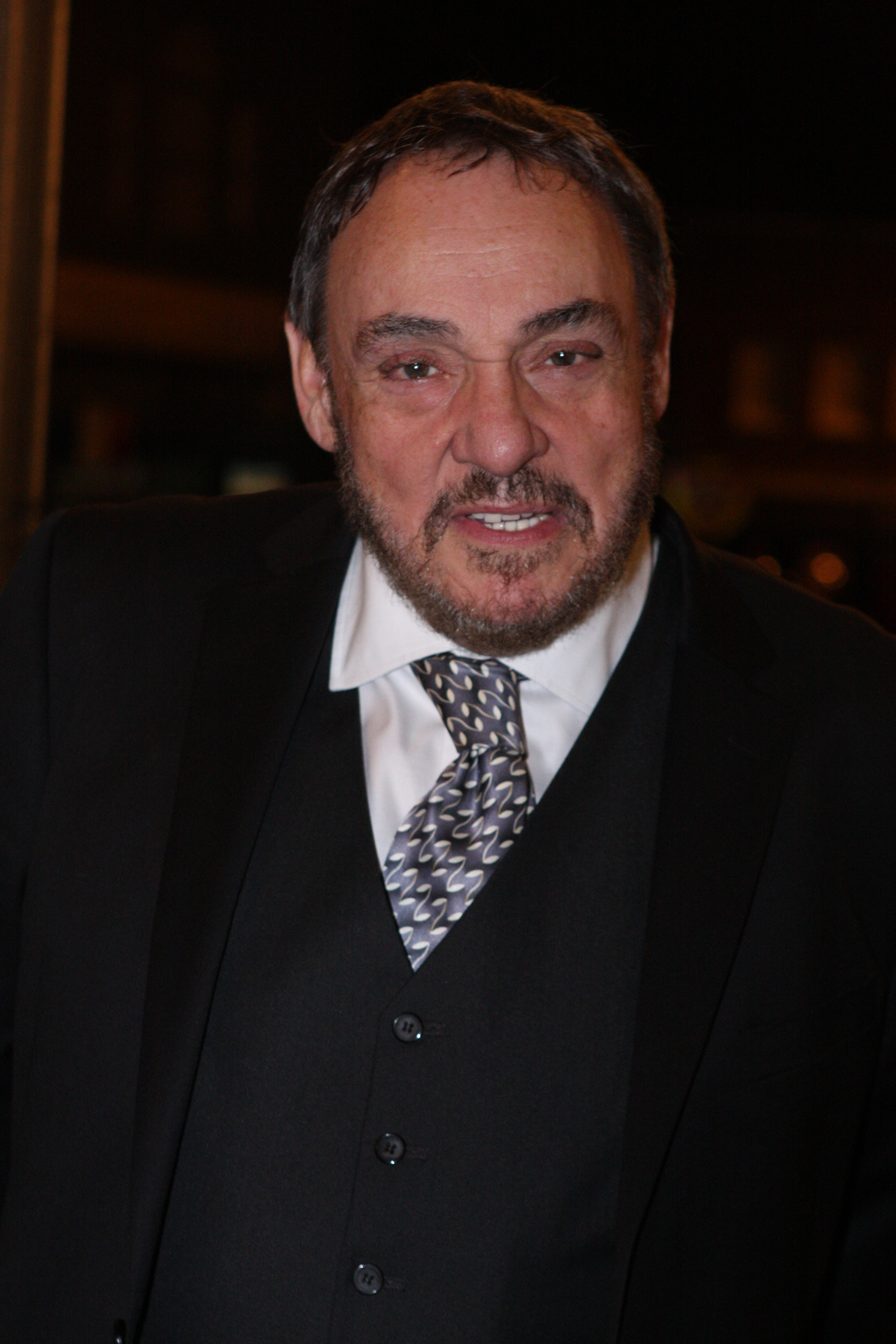
L'acteur en 2012.

En 2001 et 2002, John Rhys-Davies participe également au dessin-animé Bob l'éponge, dans lequel il prête sa voix au méchant « lunettes noires ». En 2002, il participe à une parodie de Le Seigneur des anneaux, Lord of the Piercing, un film réalisé par une chaîne télévisée américaine et qui n'a pas encore été diffusé en France.
Alternant toujours le grand et le petit écran, l'acteur apparait dans en 2003 le téléfilm Hélène de Troie dans lequel il tient le rôle du roi Priam, puis dans La Femme mousquetaire l'année suivante, tenant dans ce dernier le rôle de Porthos,. Pour le cinéma, il apparait également dans Le Médaillon (2003) de Gordon Chan ou encore Un mariage de princesse (2004) de Garry Marshall. Côté animation, il prête sa voix en 2003 au père adoptif de Mowgli dans Le Livre de la jungle 2, suite du film de 1967 des studios Disney.
En 2009, il narre les documentaires Reclaiming the Blade (en) et Dark Days in Monkey City (en),. Il prête également sa voix à Don Esteban dans le jeu vidéo de rôle Risen, qui comprend également Andy Serkis ou encore Lena Headey dans sa distribution.

#### Années 2010-2020

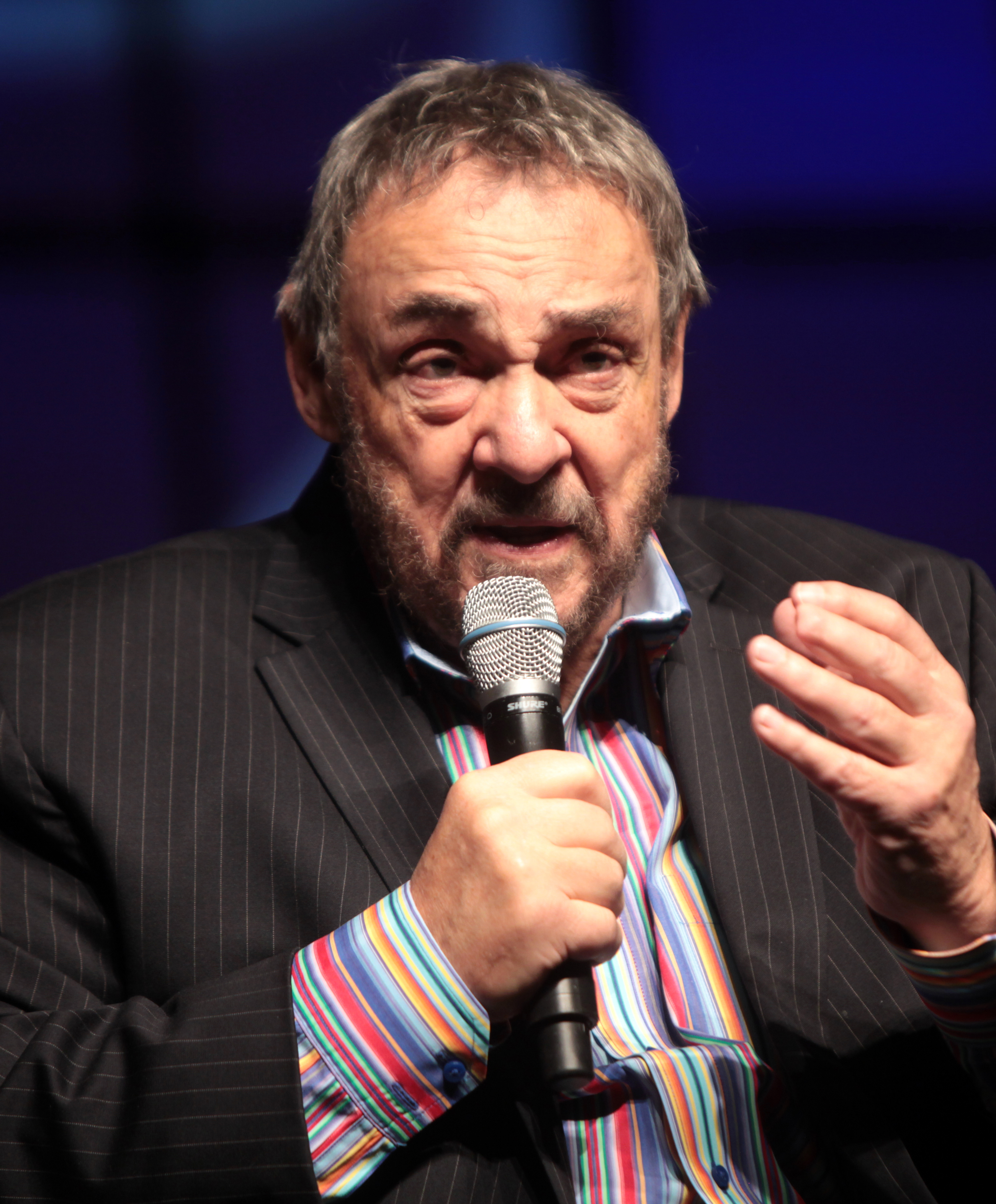
L'acteur en 2014.

En 2010, il apparaît comme invité dans la deuxième saison de la série de fantasy Legend of the Seeker : L'Épée de vérité, durant laquelle il joue le rôle d'un savant. Il reprend également son rôle du Nain Gimli dans le jeu vidéo d'aventure Le Seigneur des anneaux : La Quête d'Aragorn.
En 2012, il est invité dans la série policière comique Psych, dans laquelle il tient le rôle d'un conservateur de musée, l'épisode de cette sixième saison étant un hommage à la franchise Indiana Jones.
En 2014, il interprète Caiphas dans le film biblique Saul: The Journey to Damascus (en) de Mario Azzopardi. Il prête également sa voix au roi des Trolls de pierre Pabbie durant la quatrième saison de la série fantastique Once Upon a Time, qui mélange différents contes. Enfin, il apparait également dans la deuxième saison de la série franco-belge Métal Hurlant Chronicles, d'après les histoires parues dans le magazine Métal hurlant.
En 2015, il prête sa voix à un personnage dans le film d'animation Le Prophète produit par Salma Hayek, d'après le livre de 1923 écrit par Gibran Khalil Gibran. La même année, sa participation au projet Squadron 42 de Star Citizen est révélée. Ce jeu de simulation spatiale et de science-fiction utilise la technique de la capture de mouvement pour faire apparaitre ses comédiens à l'écran, la distribution comprenant notamment Mark Hamill, Gillian Anderson ou encore Gary Oldman.
En 2016, il interprète le roi des Elfes Eventine Elessedil dans la première saison de la série de fantasy Les Chroniques de Shannara.
En 2018, il prête sa voix au roi du peuple Brine dans le film Aquaman de James Wan, nouveau volet de l'univers cinématographique DC[source insuffisante].
En 2019, il prête sa voix à un personnage dans le film d'animation de fantasy Néo-Zélandais Mosley (en) de Kirby Atkins.
En 2020, il prête sa voix à Galaad dans la série d'animation Mages et Sorciers de Guillermo del Toro, troisième volet de la franchise Les Contes d'Arcadia qui fait suite aux séries Chasseurs de trolls  et Le Trio venu d'ailleurs.
En 2022, il prête sa voix au Dr Hunter dans la fiction audio Batman Autopsie de David S. Goyer, d'après les personnages de DC Comics. Il apparait également dans la quatrième saison du documentaire parodique Documentary Now! (en).
Après avoir refusé de revenir en 2008 dans le quatrième volet en raison du faible temps de présence de son personnage, l'acteur reprend son rôle de Sallah en 2023 dans Indiana Jones et le Cadran de la destinée, cette fois-ci sous la direction de James Mangold,. Quelques mois plus tard, il reprend son rôle de Gimlli dans le jeu de survie The Lord of the Rings : Return to Moria.

### Vie privée

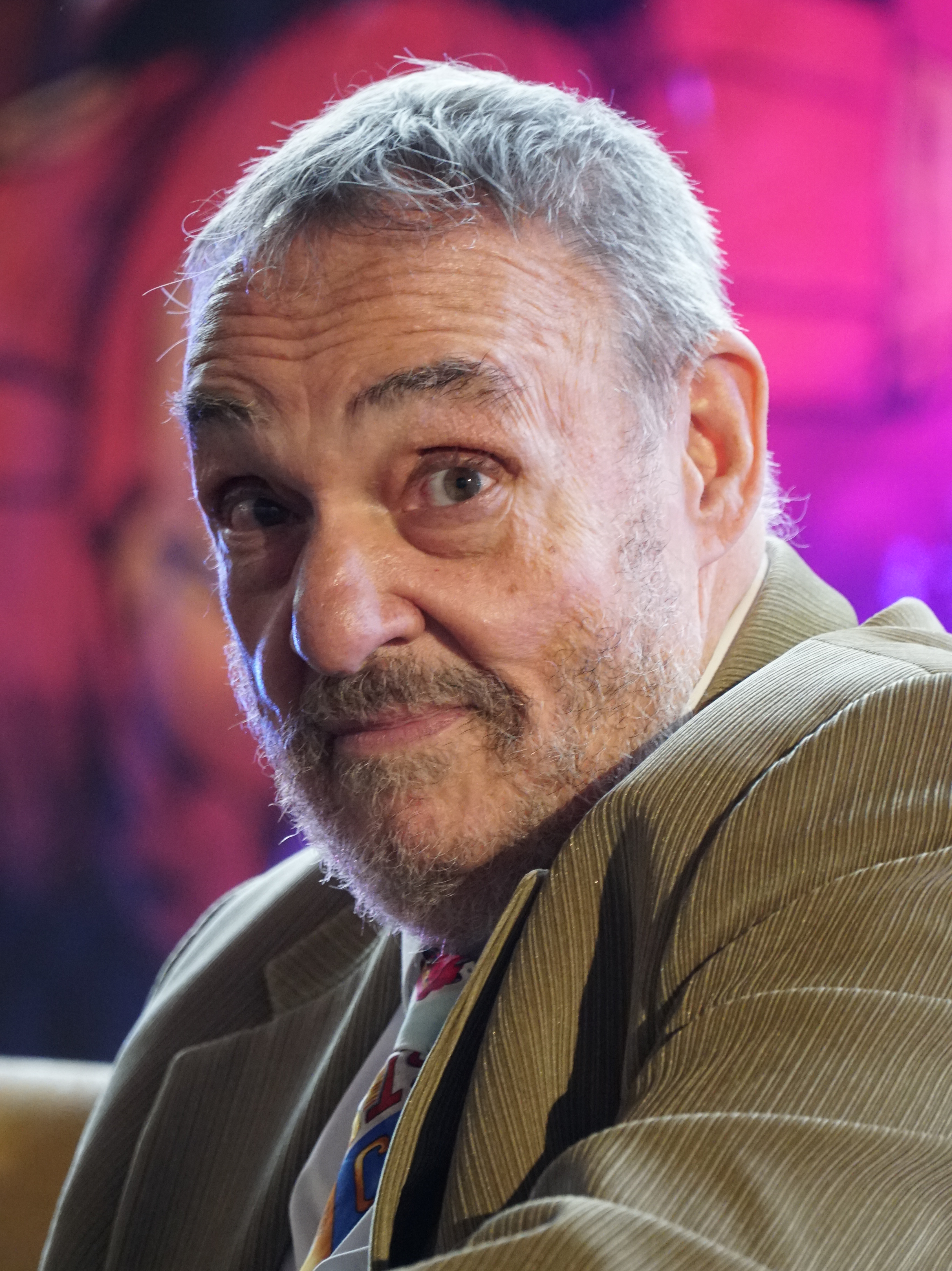
L'acteur en 2018.

En 2016, John Rhys-Davies se définit comme un rationaliste et un sceptique pour ce qui est de la religion
. Féru de la science, il est un lecteur assidu du magazine New Scientist,,.

#### Opinions politiques
En 2004, Rhys-Davies a déclaré lors d'une interview controversée : « Je pense que Tolkien annonce que des générations feront face à un défi. Et que, si elles ne se réveillent pas pour faire face à ce défi, elles perdront leur civilisation. Et je suis concerné par ça. […] Je suis à fond pour la culture traditionnelle de l'homme blanc. Il y a beaucoup de gens qui ne comprennent pas combien la civilisation occidentale est précaire, et qui n'en comprennent pas la beauté […] L'accroissement des populations musulmanes en Europe est une catastrophe démographique qui menace la civilisation occidentale […] Personne ne veut en parler, personne n'ose en parler, parce que nous sommes très attentifs à ne pas offenser les gens racialement. […] En 2020, 50 % des enfants des Pays-Bas seront d'ascendance musulmane ».
Ses propos sont repris par le Parti national britannique. Rhys-Davies dit que ça n'avait aucune incidence vu l'insignifiance du nombre de militants mais a trouvé « pénible d'être publié dans un tract du Parti national britannique ». Il écrit également un édito pour National Vanguard, une organisation de nationalistes blancs. Il clarifie son point de vue dans un article du journal conservateur National Review où il explique qu'il est contre l'islam radical car cette branche de la religion met en danger les valeurs occidentales telles que l'égalité, la démocratie, la tolérance et l'abolition de l'esclavage.

## Filmographie
Sauf indication contraire, les informations mentionnées dans cette section peuvent être confirmées par la base de données cinématographiques IMDb,  présente dans la section « Liens externes ».

### Cinéma

#### Longs métrages
- 1973 : Penny Gold de Jack Cardiff : joueur de rugby No.2.
- 1974 : Contre une poignée de diamants de Don Siegel : faux policier militaire (non crédité)
- 1975 : L'Homme que je suis : Barndoor
- 1979 : Le Casse de Berkeley Square de Ralph Thomas : notaire (en tant que John Rhys Davies)
- 1981 : Les Aventuriers de l'arche perdue de Steven Spielberg : Sallah Faisel el-Kahir
- 1981 : Sphinx de Franklin J. Schaffner : Stephanos Markoulis
- 1982 : The Island of Adventure de Anthony Squire : Smith
- 1982 : Victor Victoria de Blake Edwards : Andre Cassell
- 1983 : Grizzly II: The Concert de David Sheldon : Bouchard
- 1983 : Sahara d'Andrew V. McLaglen : Rasoul
- 1984 : Best Revenge de John Trent (en) : Mustapha
- 1984 : L'Épée du vaillant de Stephen Weeks : Baron Fortinbras
- 1985 : Allan Quatermain et les Mines du roi Salomon de Jack Lee Thompson : Dogati
- 1986 : In the Shadow of Kilimanjaro de Raju Patel : Chris Tucker
- 1986 : Le Temple d'or de Jack Lee Thompson : Corky Taylor
- 1987 : Tuer n'est pas jouer de John Glen : Général Leonid Pushkin
- 1988 : Toscanini de Franco Zeffirelli : Rossi
- 1988 : Tusks de Tara Moore : Roger Singh
- 1988 : Waxwork de Anthony Hickox : Le loup-garou
- 1989 : 2099 - Les révoltés du désert de Francis Schaeffer : Donwaldo (en tant que John Rhys Davies)
- 1989 : Indiana Jones et la Dernière Croisade de Steven Spielberg : Sallah Faisel el-Kahir
- 1989 : Le Procès de l'incroyable Hulk de Bill Bixby : Wilson Fisk
- 1989 : The Princess and the Dwarf de Mary Grace-Phelan
- 1991 : Journey of Honor de Gordon Hessler : El Zaidan
- 1992 : Canvas de Alain Zaloum : Nick
- 1992 : Return to the Lost World de Timothy Bond : Challenger
- 1992 : The Lost World de Timothy Bond : Challenger
- 1992 : The Unnamable II: The Statement of Randolph Carter de Jean-Paul Ouellette : Professeur Warren
- 1993 : Cyborg Cop de Sam Firstenberg : Kessel
- 1993 : South Beach de Fred Williamson et Alain Zaloum
- 1993 : Sunset Grill de Kevin Connor : Stockton
- 1993 : The Seventh Coin de Dror Soref : Capitaine Galil
- 1994 : Golddigger, mon ami robot : Eli Taki / Rashmud / Sashri
- 1994 : Les Croisés de l'espace de Klaus Knoesel et Holger Neuhauser : Bruder Parvus
- 1995 : Blood of the Innocent de Bob Misiorowski : Shmuda
- 1996 : Une virée d'enfer de Rich Wilkes : Luther
- 1996 : Echo of Blue de Zach Sternheimer
- 1996 : La Couleur de l'arnaque de Reginald Hudlin : Johnny Windsor
- 1996 : Marquis de Sade de Gwyneth Gibby : Inspecteur Marais
- 1997 : Bloodsport 3 d'Alan Mehrez : Jacques Duvalier
- 1997 : The Protector de Jack Gill : Rasheed
- 1998 : Secret of the Andes d'Alejandro Azzano : Père Claver
- 2000 : Delta Force One: The Lost Patrol de Joseph Zito : Ivan
- 2001 : Le Seigneur des anneaux : La Communauté de l'anneau de Peter Jackson : Gimli
- 2002 : Endangered Species de Kevin S. Tenney : Wyznowski
- 2002 : Le Seigneur des anneaux : Les Deux Tours de Peter Jackson : Gimli et Sylvebarbe (voix)
- 2002 : Impact imminent de James Seale : Dr. Matthew Sallin
- 2002 : Second Impact de James Seale : Dr. Matthew Sallin
- 2003 : Coronado (en) de Claudio Fäh : Presidente Hugo Luis Ramos
- 2003 : Le Médaillon de Gordon Chan : Commandeur Hammerstock-Smythe
- 2003 : Le Seigneur des anneaux : Le Retour du roi de Peter Jackson : Gimli et Sylvebarbe (voix)
- 2003 : Vlad de Michael D. Sellers : le narrateur (voix)
- 2004 : Un mariage de princesse de Garry Marshall : Vicomte Mabrey
- 2005 : Coup de foudre en Toscane de Brad Mirman : Mr. Andrew Benton
- 2005 : Le Match de leur vie de David Anspaugh : Bill Jeffrey (en tant que John Rhys Davies)
- 2005 : The King Maker de Lek Kitaparaporn : Phillippe De Torres
- 2005 : The Lost Angel de Dimitri Logothetis : Père Kevin
- 2006 : Esther, reine de Perse de Michael O. Sajbel : Mordecai
- 2007 : King Rising, au nom du roi de Uwe Boll : Merick
- 2007 : The Ferryman de Chris Graham : Le Grec
- 2009 : 31 North 62 East (en) de Tristan Loraine : John Hammond
- 2010 : Sophie & Sheba de Leif Bristow : Alistair Winston
- 2011 : Treasure Hunters de Hugo Rodriguez : Nathan
- 2012 : Dagmar : L'Âme des Vikings de Paul Emami : Malcom Andrews
- 2013 : Concrete Blondes de Nicholas Kalikow : Kostas Jakobatos
- 2013 : La Malédiction de la pyramide de Roger Christian : Professeur Hayden Masterton
- 2013 : Return to the Hiding Place : Eusi
- 2014 : Apocalypse Pompei de Ben Demaree : Colonel Carlo Dillard
- 2014 : Saul: The Journey to Damascus (en) de Mario Azzopardi : Caiphas
- 2014 : Time Lapse de Bradley King : Mr. Bezzerides (scènes coupées)
- 2015 : Beyond the Mask de Chad Burns : Charles Kemp
- 2015 : Golden Shoes de Lance Kawas : Burt
- 2016 : The Apostle Peter: Redemption de Leif Bristow : Peter
- 2016 : Winter Thaw de Adam Thomas Anderegg : Martin Avdeitch
- 2017 : Aux de John Adams : Jack
- 2017 : Camera Store de Scott Marshall Smith : Pinky Steuben
- 2017 : Starbright : Raphael
- 2018 : Glastonbury Isle of Light: Journey of the Grail
- 2018 : Santa Fake de J. M. Burris
- 2018 : Starlight
- 2018 : The Half Dead
- 2018 : Valley of the Gods de Lech Majewski
- 2021 : Saturne V, planète interdite
- 2023 : Indiana Jones et le Cadran de la destinée (Indiana Jones and the Dial of Destiny) de James Mangold : Sallah Faisel el-Kahir
- Projet : Nameless
- Projet : The Blue Mauritius
- Projet : To Have and to Hold : Gouverneur Yeardly

#### Longs métrages d'animation
- 1996 : Aladdin et le Roi des voleurs (Aladdin and the King of Thieves) de Tad Stones : Le roi des voleurs / Cassim
- 1997 : Danny, le chat superstar (Cats Don't Dance) de Mark Dindal : Woolie Mammoth
- 2000 : Sinbad: Beyond the Veil of Mists : le roi Akron / Baraka
- 2003 : Le Livre de la jungle 2 : (The Jungle Book 2) de Steve Trenbirth : le père de Ranjan
- 2006 : Festin de requin (Shark Bait) : Thorton
- 2006 : The Legend of Sasquatch : Ranger Steve
- 2010 : Tom et Jerry : Élémentaire, mon cher Jerry (Tom and Jerry Meet Sherlock Holmes) de Spike Brandt et Jeff Siergey : Dr. Watson

### Courts-métrages
- 1995 : Indiana Jones and the Temple of the Forbidden Eye Ride
- 2000 : The Gold Cross
- 2004 : Catching Kringle
- 2013 : Smokin'
- 2017 : Shemira
- 2017 : The Invaders Song
- 2018 : Ellston Bay

### Télévision

#### Séries télévisées
- 1976 : Moi Claude empereur (I, Claudius) : Macron
- 1980 : Shogun : Vasco Rodrigues
- 1991 : Les contes de la Crypte : Émile Duval (saison 3 épisode 6 La Perle noire)
- 1993 : Le Retour des Incorruptibles (The Untouchables) : agent Michael Malone (30 épisodes)
- 1995-1997 : Sliders - Les Mondes parallèles : Professeur Maximilien Arturo (principal saison 1 à 3 - 41 épisodes)
- 1997 : Star Trek: Voyager : l'hologramme  de Léonard de Vinci (saison 3, épisode 26 et saison 4, épisode 11)
- 2008 : Legend of the Seeker : L'Épée de vérité : Horace / Panis Rahl (saison 2, Épisode 17)
- 2012 : Psych : Enquêteur malgré lui : le conservateur du musée (saison 6, Épisode 10)
- 2014 : Once Upon a Time : Pabbie (saison 4, 3 épisodes)
- 2014 : Métal Hurlant Chronicles : Holgarth (saison 2, épisode 3)
- 2016 : Les Chroniques de Shannara : le roi Eventine Elessedil (7 épisodes)
- 2022 : Documentary Now! (en) : Garth Davies-Gruffudd	(1 épisode)

#### Séries d'animation
- 1992 : Batman : Wacław Jozek
- 1993 : Animaniacs : Tympanini
- 1995 : Gargoyles : Macbeth et d'autres personnages
- 1996 : L'Incroyable Hulk : Thor
- 2001-2002 : Bob l'éponge (Spongebob Squarepants) : Lunettes noires (2 épisodes)
- 2002 : La Ligue des justiciers : Hadès
- 2020 : Mages et Sorciers : Les Contes d'Arcadia (Wizard) : Galaad (7 épisodes)

#### Téléfilms
- 1999 : Le Secret des Andes (Secret of the Andes) : Père Claver
- 2000 : Britannic de Brian Trenchard-Smith : Capitaine Barrett
- 2002 : Jurassic Tiger (Sabretooth) de James D.R. Hickox : Anthony Bricklin
- 2004 : La Femme mousquetaire (Lady Musketeer) : Porthos
- 2004 : Dragon Storm de Stephen Furst : Roi Fastrad
- 2005 : Terreur en haute mer (Chupacabra Terror) : Capitaine Randolph
- 2008 : Anaconda 3 : L'Héritier (Anaconda 3: Offspring) : Peter Murdoch
- 2010 : Trois femmes pour un destin (Three Wise Women) : Green
- 2010 : Fire and Ice : Les Chroniques du dragon (Fire and Ice: The Dragon Chronicles) : Sangimel
- 2013 : La Malédiction de la pyramide (Prisoners of the Sun) : Professeur Hayden Masterton
- 2013 : 100 Degrees below Zero (Frozen apocalypse) de R.D. Braunstein : Colonel Ralph Dillard
- 2015 : Les chaussures magiques : Burt

## Distinctions

### Récompenses
- Critics' Choice Movie Awards 2004 : Meilleure distribution pour Le Seigneur des anneaux : Le Retour du roi partagé avec Sean Astin, Sean Bean, Cate Blanchett, Orlando Bloom, Billy Boyd, Bernard Hill, Ian Holm, Ian McKellen, Dominic Monaghan, Viggo Mortensen, John Noble, Miranda Otto, Andy Serkis, Liv Tyler, Karl Urban, Hugo Weaving, David Wenham et Elijah Wood.

### Nominations
- Primetime Emmy Awards 1981 : Meilleur acteur dans un second rôle dans une mini-série ou un téléfilm pour Shogun

## Jeux vidéo
- 1993 : Quest for Glory IV: Shadows of Darkness : le narrateur
- 1994 : Wing Commander III : Cœur de tigre (Wing Commander III: Heart of the Tiger) : Prince Thrakhath nar Kiranka (voix uniquement) et le Général James 'Paladin' Taggart
- 1995 : Wing Commander IV : Le Prix de la liberté (Wing Commander IV: The Price of Freedom) : James 'Paladin' Taggart
- 1996 : Ripper : Vigo Haman
- 1998 : Dune 2000 : Noree Moneo
- 2001 : Baldur's Gate: Dark Alliance : Jherek
- 2002 : Le Seigneur des anneaux : Les Deux Tours : (The Lord of the Rings : The Two Towers) : Gimli
- 2003 : Le Seigneur des anneaux : Le Retour du roi (The Lord of the Rings : The Return of the King) : Gimli et Sylvebarbe
- 2003 : Freelancer : Richard Winston Tobias
- 2009 : Risen : Don Esteban
- 2016 : Firebird - La Peri : le narrateur
- 2023 : The Lord of the Rings : Return to Moria : Gimli
- ? : Squadron 42 : Graves

## Fiction audio
- 2022 : Batman Autopsie (Batman Unburied) : Dr Hunter

## Discographie

### Narration pour le groupeVan Canto
- 2016 : Voices of Fire

## Voix francophones
En version française John Rhys-Davies n'a pas eu de voix régulière avant le début des années 1990. Dans un premier temps, il est notamment doublé à trois reprises par Roger Lumont dans Perry Mason : Qui a tué madame ?, Arabesque et Le Procès de l'incroyable Hulk. Frédéric Norbert le double dans la première saison de Le Retour des Incorruptibles et Once Upon a Time tandis qu'Henry Djanik le double dans Perry Mason : L'Affaire des tableaux posthumes et la seconde saison de Le Retour des Incorruptibles. Il est également doublé par Claude Bertrand dans Contre une poignée de diamants, Pierre Garin dans Moi Claude empereur, Serge Sauvion dans Shogun, Albert Médina dans Les Aventuriers de l'arche perdue, Sady Rebbot dans Victor Victoria, Jean Violette dans L'Épée du vaillant, Jacques Ferrière dans Allan Quatermain et les Mines du roi Salomon, Georges Atlas dans Le Temple d'or, William Sabatier  dans Tuer n'est pas jouer, Jacques Frantz dans Indiana Jones et la Dernière Croisade et Francis Lax dans Les Contes de la crypte.
Entre 1993 et 2013, Jean-Claude Sachot, décédé en 2017, est sa voix la plus régulière. Il le double dans Sliders : Les Mondes parallèles, Star Trek : Voyager, Le Secret des Andes, La Femme mousquetaire, Un mariage de princesse, Terreur en haute mer, Révélations, Psych : Enquêteur malgré lui et La Malédiction de la pyramide. En parallèle, il est notamment doublé à six reprises par  Benoît Allemane dans Hélène de Troie, Le Médaillon, King Rising, au nom du roi, Anaconda 3, Anaconda 4 et Apocalypse Pompei ainsi que par Vincent Grass dans la trilogie Le Seigneur des anneaux, Panique à New Jersey, La Mémoire en sursis, Les Chaussures magiques et Les Chroniques de Shannara. À titre exceptionnel, il est doublé par Mostéfa Stiti dans Sunset Grill, Michel Vocoret dans La Couleur de l'arnaque, Marc Alfos dans Impact imminent, Frédéric Souterelle dans The King Maker et  Féodor Atkine dans Indiana Jones et le Cadran de la destinée.